# 成都同人作品交流会
成都同人作品交流会（英語：ComiDay，通常简称CD）是每年两次（分夏季展、冬季展）在中华人民共和国四川省成都市举办的同人作品交流会。主要目的是提供一个作者与作者、作者与读者间的创作技巧与作品文化交流平台。自2008年2月初回举办以来，已经举办至第26届。展会每年都吸引着来自全国各地的大量动漫爱好者和同人社团同人创作者参加，目前每届参展社团数量为300—400个，与会人数15000—20000人，是目前中国西南地区最大的非商业性同人作品交流会。可参展的范畴涵盖自费制作的印刷品、音乐、游戏、动画以及模型等。

## 简介
目前Comiday分别在每年的夏季和冬季各举行一次，每次展会为期两天。夏季一般在每年7月至8月，而冬季则会根据春节假期而在2月和3月之间进行调整。Comiday模式上效仿Comic Market展开，同人活动以外，在不影响同人活动展开的前提下，还增设了游戏对战和动漫歌曲卡拉OK等小活动以活跃氛围。起初仅有少数社团参加，至今已有大量来自国内甚至海外的社团报名参展，从各地前来参加活动的人也越来越多。成都Comiday同人作品交流会一般通称CD，由于该简称的缘故，将Comiday误读为Comic day的情况也屡有发生。

### 主办方
初回至CD7为隶属于Comiday成都同人作品交流会组委会的成都秋叶企画（简称秋叶），CD8起由NEKOPURIN WORKS（猫布丁）统一策划。

### 举行时间

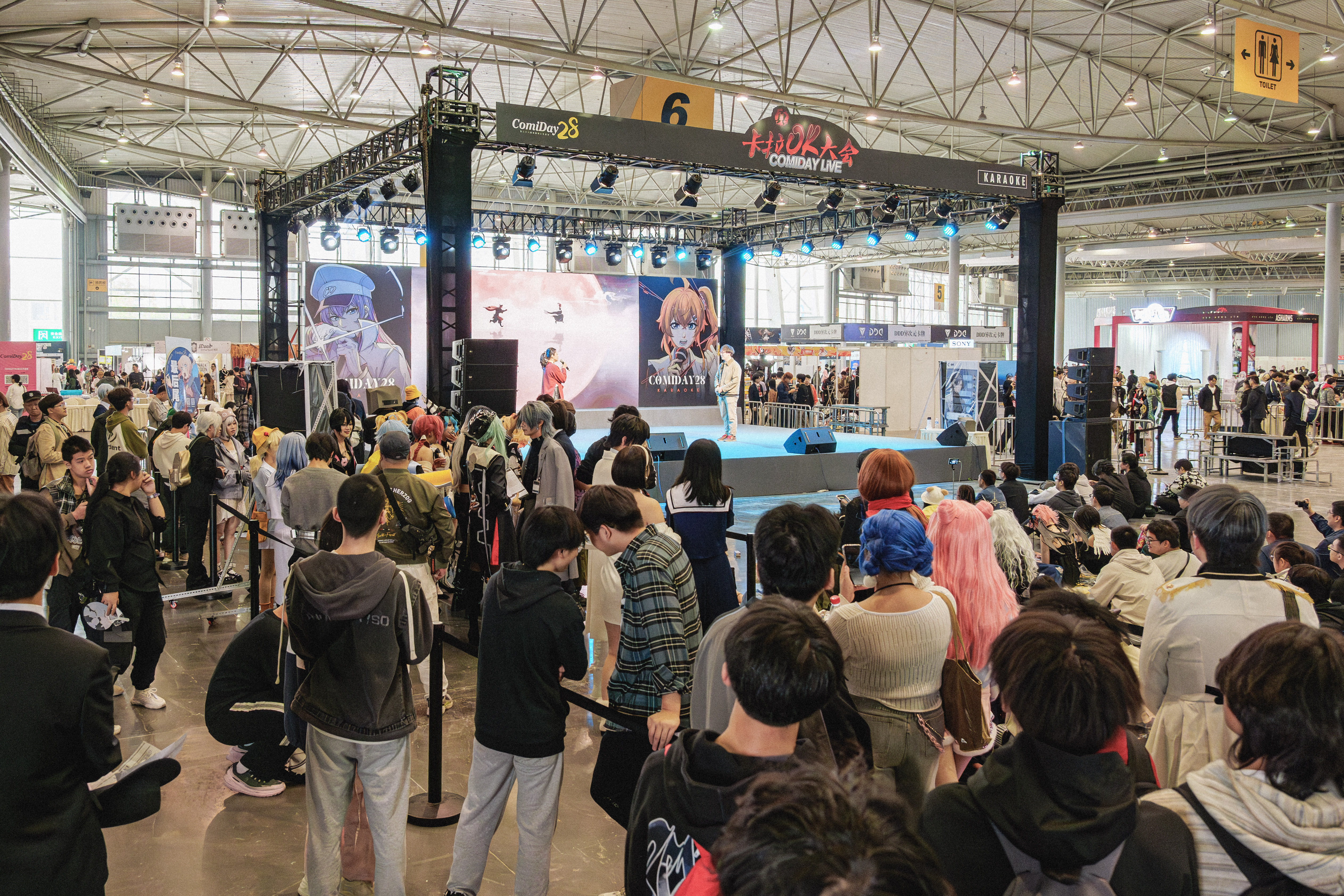
由爱好者自行报名参加的卡拉OK LIVE现场

从首届Comiday（简称CD）至14届，CD基本上以每半年为一次间隔的频率举行：夏季CD一般在7月下旬至8月初，而冬季CD则会根据春节的时间而进行调整，一般在2至3月份。从15届至今，不再固定于某些月份，大致以每半年为一次间隔的频率举行。CD25和CD26因新冠疫情，时间有所不同。
每次展会都为期两天，在这两天时间里参加CD的同人社团会拿出自己创作的同人作品进行交流和贩售。按照惯例在CD第一天会举行游戏遭遇战，而第二天会举行LIVE（即ACG卡拉OK歌会）。

### 历届Comiday活动地点年表

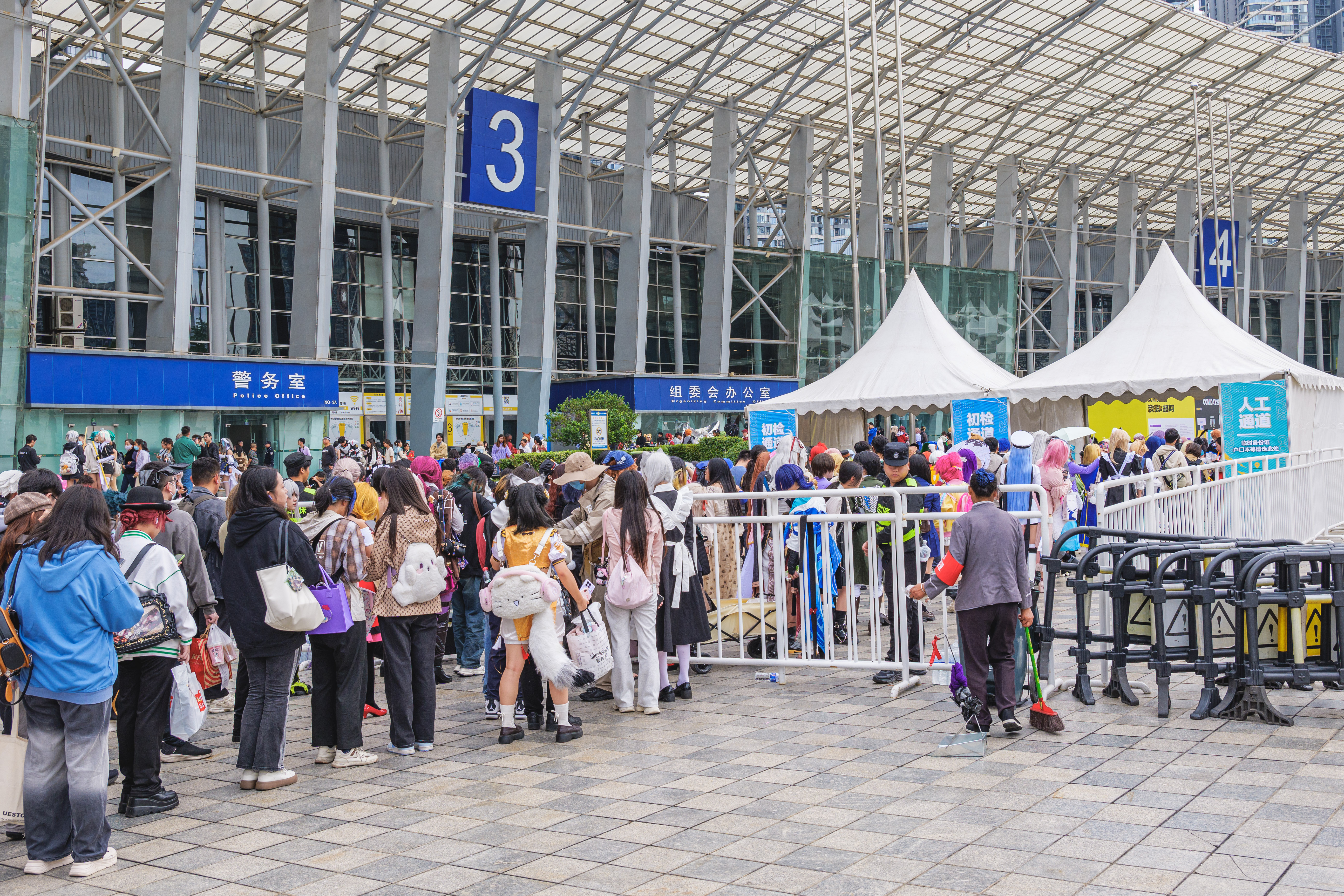
CD28场外的初检通道，世纪城新国际会展中心自2011年开始多次作为CD的举办地

| 届次 | 日期              | 地点                                         |
| ---- | ----------------- | -------------------------------------------- |
| 初回 | 2008.02.23～24    | 成都世纪电脑城4楼国腾俱乐部电竞馆            |
| 2nd  | 2008.07.26～27    | 成都市沙湾路经贸大厦商务楼4楼                |
| 3rd  | 2009.02.14～15    | 四川省科技馆                                 |
| CD4  | 2009.08.08～09    | 四川省科技馆                                 |
| CD5  | 2010.03.06～07    | 四川省科技馆                                 |
| CD6  | 2010.08.07～08    | 四川省科技馆                                 |
| CD7  | 2011.02.12～13    | 四川省科技馆                                 |
| CD8  | 2011.07.30～31    | 成都世纪城新国际会展中心5号馆                |
| CD9  | 2012.02.18～19    | 成都世纪城新国际会展中心5号馆                |
| CD10 | 2012.07.21～22    | 成都世纪城新国际会展中心7号馆                |
| CD11 | 2013.03.09～10    | 成都世纪城新国际会展中心9号馆                |
| CD12 | 2013.07.27～28    | 成都东郊记忆锦颂东方艺术展览中心             |
| CD13 | 2014.03.08～09    | 成都世纪城新国际会展中心9号馆                |
| CD14 | 2014.07.19～20    | 成都世纪城新国际会展中心9号馆                |
| CD15 | 2015.04.04～05    | 成都世纪城新国际会展中心8号馆                |
| CD16 | 2015.12.26～27    | 成都世纪城新国际会展中心5号馆                |
| CD17 | 2016.04.30～05.01 | 成都非物质文化遗产博览园                     |
| CD18 | 2016.09.15～09.16 | 成都非物质文化遗产博览园                     |
| CD19 | 2017.03.04～03.05 | 成都非物质文化遗产博览园                     |
| CD20 | 2017.08.05～08.06 | 成都世纪城新国际会展中心9号馆                |
| CD21 | 2018.04.05～04.06 | 成都世纪城新国际会展中心8号馆                |
| CD22 | 2018.08.04～08.05 | 成都世纪城新国际会展中心8号馆                |
| CD23 | 2019.03.02～03.03 | 成都世纪城新国际会展中心3号馆                |
| CD24 | 2019.10.05～10.06 | 成都世纪城新国际会展中心7号馆                |
| CD25 | 2021.10.05～10.06 | 成都世纪城新国际会展中心2号馆                |
| CD26 | 2023.08.12～08.13 | 成都世纪城新国际会展中心6、7、8号馆          |
| CD27 | 2024.04.05～04.06 | 中国西部国际博览城14-16号馆                  |
| CD28 | 2024.10.04～10.05 | 成都世纪城新国际会展中心6、7、8、9号馆       |
| CD29 | 2025.07.19～07.20 | 成都世纪城新国际会展中心3、4、5、6、7、8号馆 |

1. ↑  本届起，官方开始出售预售票
2. ↑  因四川省科技馆场地不再能够支撑日益扩大的规模，故而转移到了成都世纪城新国际会展中心
3. ↑  预售票和场票开始分两天单独出售，Live有了专用场馆，还有，所有场馆都有空调了！
4. ↑  由于2015年糖酒会档期提前的缘故，本届CD冬季展的时间将略有延后
5. ↑  受新冠疫情影响，2020年未举办，本届免费入场；由于本届亏损严重，暂定疫情期间不再举办[5]
6. ↑  2022年6月15日宣布将在10月4日、5日举办[6]；2022年8—9月成都市2019冠状病毒病聚集性疫情期间，2022年9月5日，宣布延期，新的举办时间需视疫情发展而定[7]；新冠疫情结束后，2023年5月5日，宣布举办时间定在8月12日～13日，且规模由通常的1个场馆扩大至2个[8]，后由于参展社团过多，再次扩大至3个场馆，成为史上最大规模一届Comiday活动[9]

### 其他同属NEKOPURIN的活动

#### 東方Only（THO）
| 届次 | 名称           | 日期              | 地点                                  |
| ---- | -------------- | ----------------- | ------------------------------------- |
| THO1 | 东方收获节     | 2011.10.02        | 成都新华公园金羽天翼羽毛球馆2F        |
| THO2 | 守矢神社大庙会 | 2012.10.02        | 成都新华公园金羽天翼羽毛球馆2F        |
| THO3 | 月都万象展     | 2013.10.05        | 成都东郊记忆锦颂东方艺术展览中心      |
| THO4 | 幻想夏计划     | 2014.08.03        | 成都新华公园金羽天翼羽毛球馆2F        |
| THO5 | 金融革命       | 2016.02.21        | 都市盐市口上东大街111号春熙Village6楼 |
| THO6 | 现界异闻录     | 2017.08.05～08.06 | 成都世纪城新国际会展中心9号馆         |

#### 盗墓Only（DMO）
| 届次 | 日期       | 地点                     |
| ---- | ---------- | ------------------------ |
| DMO  | 2011.07.24 | 成都红星路35号创意产业园 |

#### TYPE-MOON主题同人交流会（Type-Moon Only）
| 届次 | 日期       | 地点                           |
| ---- | ---------- | ------------------------------ |
| TMO  | 2012.05.13 | 成都新华公园金羽天翼羽毛球馆2F |

#### Pokémon Only（PMO）
| 届次 | 日期       | 地点                              |
| ---- | ---------- | --------------------------------- |
| PMO  | 2014.04.05 | 成都水碾河路南三街37号U37创意仓库 |